# Federico da Montefeltro
Federico da Montefeltro (7 juni 1422 – 10 september 1482) was een Italiaanse condottiere tijdens de renaissance, die een van de grootste bibliotheken van handschriften liet samenstellen door de librariër Vespasiano da Bisticci. In zijn paleis in Urbino verzamelde hij humanisten om zich heen die vele boeken toevoegden aan de collectie.

## Biografie
Da Montefeltro werd als buitenechtelijke erfgenaam van het graafschap Montefeltro geboren. Hij begon zijn carrière als huurling en werd na het overlijden van zijn halfbroer de hertog van Urbino. Naast zijn militaire bekwaamheden ontwikkelde hij een interesse voor kunst. Op 28-jarige leeftijd verloor hij zijn rechteroog en zijn neusbrug tijdens een steekspel. De merkwaardige verwonding deed paus Pius II opmerken dat "onze kapitein alles ziet met zijn ene oog". Er werd ook verteld dat hij de neusbrug zelf chirurgisch liet verwijderen om een beter zicht te hebben met zijn overblijvende oog, maar daarover bestaat geen uitsluitsel. In elk geval leverde het hem een van de meest herkenbare profielen uit de kunstgeschiedenis op. 
Hij was niet alleen beroemd vanwege zijn militaire prestaties, maar ook om zijn menselijkheid en fatsoen. Toen de Venetianen hem 80.000 dukaten aanboden om niet tegen hen ten oorlog te trekken, wees hij dit aanbod af. Hij transformeerde zijn fort in een uitloper van de Apennijnen in een paleis, dat het centrum werd van de renaissance. Vorsten stuurden hun erfgenamen naar zijn hof om krijgskunst en hofetiquette te leren. Onder zijn bescherming en begeleiding bevonden zich kunstenaars als Rafaël, Bramante en Castiglione.
In de jaren '50 van de vijftiende eeuw vocht da Montefeltro aan de zijde van de koning van Napels en paus Pius II, die zijn bondgenoot was. Hij trad in het huwelijk met Battista Sforza, een afstammeling van een andere succesvolle condottiere-familie met veel invloed in Milaan. Als dank schonk hij Pesaro aan de Sforza's en ontving hij Fossombrone als geschenk, wat hem echter tot vijand maakte van Sigismondo Malatesta. In naam van Pius II versloeg Montefeltro Malatesta in 1459 bij de rivier de Cesano in Romagna. Als beloning werd hij door de paus benoemd tot vicaris van de veroverde gebieden. Maar toen Pius II probeerde het rijk van Malatesta (Rimini) onder zijn gezag te brengen, liep Montefeltro over naar de andere kant en vocht hij tegen de uitbreiding van het pauselijk gezag. In 1474 liet paus Sixtus IV zijn neef Giovanni trouwen met Federico's dochter Giovanna, waardoor Montefeltro weer een bondgenoot van het Vaticaan werd. Na het overlijden van Federico in 1482 werd het graafschap Urbino via zijn dochter deel van het pauselijke rijk.

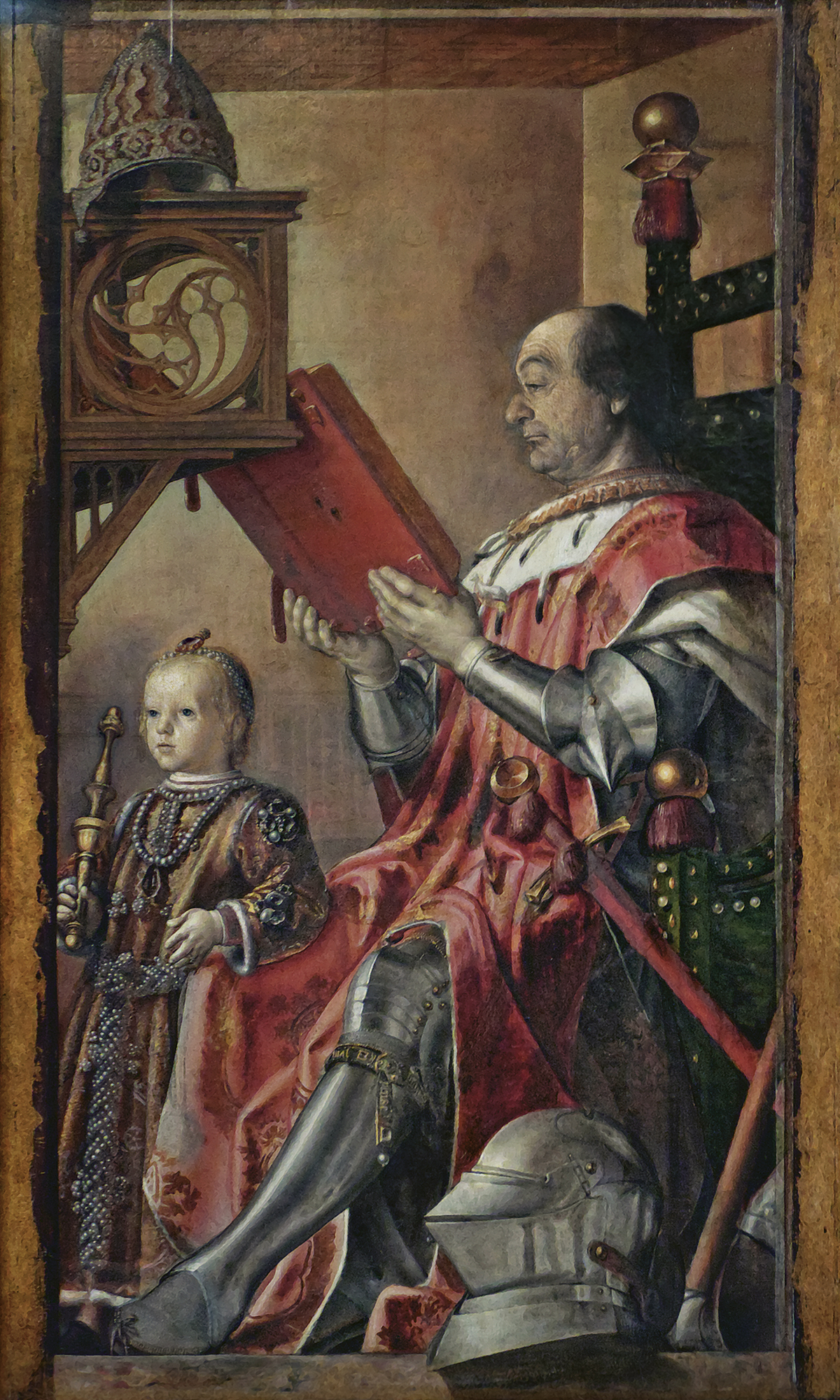
Portret van Federico da Montefeltro en zijn zoon Guidobaldo

## Moordaanslag in Florence
De reputatie van Federico was niet onbesproken, aangezien er beschuldigingen zijn dat hij betrokken was bij de moord op zijn halfbroer Oddantonio in 1444. Er zijn echter twijfels over zijn daadwerkelijke betrokkenheid bij deze moord, gezien het feit dat hij in het boek Il libro del Cortegiano van Baldassare Castiglione werd beschreven als een vorst die bekendstond om zijn ongewapende en onbegeleide wandelingen in openbare parken, wat als een toonbeeld van zijn heerserschap werd beschouwd.
Hij zou ook, samen met paus Sixtus IV, een van de architecten zijn geweest van de Pazzi-samenzwering die in 1478 plaatsvond in de kathedraal van Florence met als doel Lorenzo de' Medici en zijn broer Giuliano uit te schakelen.